# Ingapirca
Com as pedras perfeitamente trabalhadas e juntadas com almofariz natural remanesce Ingapirca, o complexo archaeological o mais importante do equador, na província de Cañar. 
Da estrutura elíptica, este temple do solenóide serviu para a realização dos ceremonies e dos rituals da cultura Cañari e do inca. Também teve estratégico - finalidades militares e astronômicas. As ruínas são integradas por um cemetery, obervatórios solares, perfil natural "cara do inca". Maneiras, depósitos, banhos do inca, quartos dos priests e um quadrado indígeno, entre outro. Ingapirca é a 53 quilômetros dos market-places, o capital da plantação do bastão, perto de Cuenca. Em Azuay existem dois vestígios da mesma cultura que Putumayo, que revela a existência de um complexo religioso fornecido com os armazéns, o templo ao Sol, os mausoleums, os jardins e os quartos para as mulheres seletas, principalmente. O lugar possui os museus locais, onde se mostra uma coleção de cerâmica.